# Ryuzo Shimizu
Ryuzo Shimizu (清水 隆三, Shimizu Ryuzo) est un footballeur international japonais né le 30 septembre 1902. Il évoluait au poste d'attaquant.

## Carrière
Ryuzo Shimizu fait sa première apparition avec l'équipe nationale japonaise le 23 mai 1923, lors d'un match contre les Philippines dans le cadre des Jeux de l'Extrême-Orient. Il ouvre le score dès la cinquième minute, les Japonais s'inclinent sur le score de 2-1. Sa deuxième et dernière cape internationale a lieu le lendemain contre la Chine, qui s'impose sur le score de 5-1.
Il joue alors en club au Tokyo Soccer Club.